# Luperina vaskeni
Luperina vaskeni är en fjärilsart som beskrevs av Zoltan Varga 1979. Luperina vaskeni ingår i släktet Luperina och familjen nattflyn. Inga underarter finns listade i Catalogue of Life.